# 80
80（八十、はちじゅう、やそ、やそじ）は自然数、また整数において、79の次で81の前の数である。

## 性質
- 80は合成数であり、正の約数は 1, 2, 4, 5, 8, 10, 16, 20, 40, 80 である。
  - 約数の和は186。
    - 17番目の過剰数である。1つ前は78、次は84。
- 1/80 = 0.0125
  - 逆数が有限小数になる13番目の数である。1つ前は64、次は100。(オンライン整数列大辞典の数列 A003592)
  - 2桁の整数のうち、逆数が有限小数になる最大の数である。
- 29番目のハーシャッド数である。1つ前は72、次は81。
  - 8を基としたときの2番目のハーシャッド数である。1つ前は 8、次は 152 。
- 約数の和が80になる数は2個ある。(57, 79) 約数の和2個で表せる7番目の数である。1つ前は56、次は98。
- 各位の和が8になる9番目の数である。1つ前は71、次は107。
- 各位の平方和が平方数になる20番目の数である。1つ前は70、次は86。(オンライン整数列大辞典の数列 A175396)
- 80 = 42 × 5 
  - n = 4 のときの n2(n + 1) の値とみたとき1つ前は36、次は150。(オンライン整数列大辞典の数列 A011379)
  - 80 = 5 × 42
    - n = 4 のときの 5n2 の値とみたとき1つ前は45、次は125。(オンライン整数列大辞典の数列 A033429)

  - 80 = 5 × 24
    - n = 4 のときの 5 × 2n の値とみたとき1つ前は40、次は160。(オンライン整数列大辞典の数列 A020714)
- 80 = 92 − 1
  - n = 2 のときの 9n − 1 の値とみたとき1つ前は8、次は728。(オンライン整数列大辞典の数列 A024101)
  - n = 9 のときの n2 − 1 の値とみたとき1つ前は63、次は99。(オンライン整数列大辞典の数列 A005563)
- 80 = 9 × 32 − 1
  - n = 3 のときの 9n2 − 1 の値とみたとき1つ前は35、次は143。(オンライン整数列大辞典の数列 A136016)
- 80 = 42 + 82
  - 異なる2つの平方数の和で表せる23番目の数である。1つ前は74、次は82。(オンライン整数列大辞典の数列 A004431)
  - n = 2 のときの 4n + 8n の値とみたとき1つ前は12、次は576。(オンライン整数列大辞典の数列 A063481)
- 80 = 23 + 23 + 43
  - 3つの正の数の立方数の和1通りで表せる12番目の数である。1つ前は73、次は81。(オンライン整数列大辞典の数列 A025395)
- n = 80 のとき n と n + 1 を並べた数を作ると素数になる。n と n + 1 を並べた数が素数になる12番目の数である。1つ前は78、次は90。(オンライン整数列大辞典の数列 A030457)
- 80 = 122 − 64
  - n = 12 のときの n2 − 64 の値とみたとき1つ前は57、次は105。(オンライン整数列大辞典の数列 A098849)

## その他 80 に関連すること
80 の接頭辞 ：octogint（拉）、octaconta（希）
- ラテン語では octoginta（オクトーギンター）。
- 傘寿: 80歳のお祝い。「傘」の略字（仐）が「八十」に見えることから。
- 中寿: 中くらいの長さの寿命。下寿は60歳、上寿は100歳。
  - 下寿を80歳、中寿を100歳、上寿を120歳とすることもある。
- 「人生八十年」の時代が来る前から、殊に中国では、ライフサイクルは80年とされてきた。また、80 ÷ 3 ≒ 27 であり、四世が生まれる時期は、平均して80歳、81歳頃である。
- 日本では、八十（やそ）は数が多いことを表す数の1つである。八十島（やそしま）、八十神（やそがみ）、八十日（やそかび）など。
- 古い用法では「やそ」は後ろに「年（とせ）」「島」「神」「日」など大和言葉の助数詞が続く場合に現れる。助数詞を伴わず、80という数、または「80個」などを単独で表す場合には「やそじ（やそぢ）」と言った。この接尾辞「ぢ」は、ひとつ～ここのつの「つ」や、はたちの「ち」と同である。
- TCP/IP ではHTTP接続のポート番号。
- TOKYO FM の周波数は 80.0 MHz。同局発行のフリーペーパーのタイトルにもなっている。
- 岐阜FMの周波数は 80.0 MHz。愛称は Radio80。
- 1年365日のうち、80日目は3月21日(閏年では3月20日)。
- ウルトラマン80：円谷プロの特撮ドラマ
- 原子番号80番の元素は水銀 (Hg)。
- 第80代天皇は高倉天皇。
- 日本の第80代内閣総理大臣は羽田孜。
- 第80代ローマ教皇はレオ2世（在位：682年8月17日～683年7月3日）である。
- 国鉄80系電車：湘南電車の代名詞と言われた車両。
- 国鉄キハ80系気動車：日本国有鉄道が開発した日本初の特急形気動車。
- アウディ・80：ドイツ（旧西ドイツ）のアウディ社が生産した乗用車。
- マツダ・CX-80：マツダが生産したプレミアムSUVクラスの乗用車。
- クイズ80：日本テレビで2012年に放送された日本のクイズ番組。
- クルアーンにおける第80番目のスーラは眉をひそめてである。
- 西條八十は日本の詩人。
- 大相撲の番付で、三段目の枚数は現行制度では東西80枚ずつである。